# Pelagie-szigetek
A Pelagie-szigetek (szicíliai dialektusban ìsuli Pilaggî) egy három szigetből álló szigetcsoport a Földközi-tengerben, a tunéziai és szicíliai partok között. Közigazgatásilag Olaszországhoz tartoznak, amelynek legdélebbi pontját jelentik, de földrajzilag két szigete, Lampione és Lampedusa az afrikai kontinenshez tartozik. Indonéziával együtt a transzkontinentális szigetcsoport igen ritka példáját jelentik.
Az ókorban nevük Pelagies (az ógörög πελαγος [pelagosz], azaz „nyílt tenger” szavakból).
A legnagyobb és legnépesebb szigete Lampedusa, amelynek területe körülbelül 20 km². Lampione szigete lakatlan. A szigetcsoport lakosainak száma 6184 fő.
A szigetek jelenleg Calabria mellett Olaszország egyetlen olyan helye, ahol rendszeresen szaporodik az álcserepesteknős.

## Közlekedés
A szigetek megközelíthetők repülővel Milánóból, Bergamóból, Bolognából, Rómából, Nápolyból, Palermóból és Cataniából, valamint hajóval Porto Empedocleből.

## Fordítás
- Ez a szócikk részben vagy egészben  az   Isole Pelagie című olasz Wikipédia-szócikk fordításán alapul.  Az eredeti cikk szerkesztőit annak laptörténete sorolja fel. Ez a jelzés csupán a megfogalmazás eredetét és a szerzői jogokat jelzi, nem szolgál a cikkben szereplő információk forrásmegjelöléseként.

## Külső hivatkozások
- Pelagie-szigetek Archiválva 2011. szeptember 2-i dátummal a Wayback Machine-ben (olaszul)